# Парвез Шарма
Парвез Шарма је индијски писац и филмски продуцент. Постао је познат захваљујући својим филмовима „Свети рат за љубав” и „Грешник у Меки”. Први филм прати живот гејева и лезбејки муслиманске вероисповести, за који је добио медијску награду GLAAD 2009. године за изванредни документарни филм поред седам других међународних признања.
Током 2009. године, Шарма је именован међу „50 визионара који мењају свет” а на челу листе се налази Далај Лама. Његов други филм, Грешник у Меки, премијерно је приказан 2015. на међународном фестивалу документарног филма „Хот Докс” у Канади и био је Избор критичара у Њујорк Тајмсу. Током година, Њујорк Тајмс је објавио и две рубрике о Шарми и његовом раду.

## Детињство
Шарма је одрастао у Индији, где је студирао енглеску књижевност на Колеџу председништва Универзитета у Калкути. Дипломирао је Масовно комуницирање (филм и телевизију) на универзитету Џамија Милија Исламија, Телевизијско новинарство на Универзитету у Велсу, у Кардифу и Видео на Школи за комуникацију Америчког универзитета. Преселио се у Сједињене Америчке Државе 2000. године.

## Каријера
Као коментатор о исламским, расним и политичким питањима, Шарма је објављивао своје текстове у Хафингтон Посту, Дејли бисту и Гардијану.
Током 2009. године, Шарма је извештавао о обустављеном Зеленом покрету у Ирану користећи информације из прве руке и интервјуе са пријатељима из Техерана и често је давао читаоцима Хафингтон Поста и Дејли Биста јасан увид у устанак.
Почетком 2011. године, Шарма је на свом блогу писао о револуцији у Египту, пружајући локалне перспективе о насталим догађајима. Он је говорио о природи и интернационалном обиму утицаја друштвених медија на Блиском истоку, укључујући и интервјуе са кинеским новинским кућама, попут South China Morning Post и гостовањима на разним америчким мрежама, укључујући Си-Ен-Би-Си, Ем-Ес-Ен-Би-Си и Фокс Њуз.
Шарма је затим наставио да коментарише исламску, расну и политичку проблематику. Током 2009. години Шарма је написао предговор за антологију „Ислам и хомосексуалност” (Прегер, 2009). Интервјуисала га је новинарка Робин Рајт и поменула је његово дело у својој књизи "
„Rock the Casbah: Бес и побуна на Блиском истоку”. Његов рад током Арапског пролећа се помиње у књизи Кола Страјкерса „Распад будућности: Политика, идентитет и анонимност на интернету”. Године 2007. написао је поглавље за књигу „Геј путовања по муслиманском свету”.
Часопис из САД под називом Out, именује га једном од 100 јавних геј личности два пута, 2008. и 2015. године као "једног од 100 геј мушкараца и жена који су помогли у обликовању наше културе током године". Годину дана након Лерија Крејмера, Шарма је освојио награду Монет Хоровиц за 2016. која се даје појединцима и организацијама за њихов значајан допринос према искорењивању хомофобије.
У својој раној каријери радио је на састављању програма за Би-Би-Си (Индија), Дискавери (САД) и Светску банку (САД).
Парвез Шарма тренутно ради на књизи „Грешник у Меки”. Као аутор, Шарма је представљен од стране књижевне агенције Sterling Lord Literistic.